# Hypena costipuncta
Hypena costipuncta är en fjärilsart som beskrevs av Tutt 1892. Hypena costipuncta ingår i släktet Hypena och familjen nattflyn. Inga underarter finns listade i Catalogue of Life.